# Trosia nigropunctigera
Trosia nigropunctigera — вид з родини Megalopygidae ряду Лускокрилі, поширений у неотропіці. Розмах крил цієї молі сягає 45—60 мм. Зустрічається в Коста-Риці, Панамі, Колумбії, Венесуелі, Гаяні, Еквадорі та Перу. Вид уперше описав Девід Стівен Флетчер у 1982 році.

## Опис
Груди Trosia nigropunctigera густо вкриті короткими волосками білого або солом'яного кольору з шістьма чіткими червоними плямами. Передні крила білі або блідо-солом'яного кольору з одним рядом чорних плям, що проходять паралельно задньому краю. Голова, черевце, ніжки та передні крила рожеві або червоні.

## Поширення і середовище проживання
Trosia nigropunctigera поширений у дощових і хмарних лісах Коста-Рики, Панами, Колумбії, Венесуели, Гаяни, Еквадору та Перу. Зустрічається на висоті приблизно 400–1 200 м.